# یواس‌اس کئوکوک (۱۸۶۲)
یواس‌اس کئوکوک (۱۸۶۲) (به انگلیسی: USS Keokuk (1862)) یک کشتی بود که طول آن ۱۵۹ فوت ۶ اینچ (۴۸٫۶۲ متر) بود. این کشتی در سال ۱۸۶۲ ساخته شد.